# آکپافو-تودزی
اکپافو-تادزی (به لاتین: Akpafu-Todzi) یک منطقهٔ مسکونی در غنا است که در منطقه ولتا واقع شده‌است.

## خصوصیات
اکپافو-تادزی ۳۷۲ متر بالاتر از سطح دریا واقع شده‌است.